# Гавриїл (Бужинський)
Єпископ Гавриїл (в миру Гаврило Федорович Бужинський; 1680, Ізюм — †27 квітня 1731, Москва) — український релігійний діяч, письменник, філософ, богослов, освітний діяч, видавець. Випускник Києво-Могилянської академії. Перекладач творів Еразма Ротердамського, Самуеля Пуфендорфа, Вільгельма Стратемана.
Один із прихильників зближення з протестантськими церквами та фанатичний прихильник царя Петра Романова.
Також єпископ Російської православної церкви (безпатріаршої); єпископ Рязанський та Муромський РПЦ (б).

## Життєпис
Народився у Харківському полку на Слобідській Україні, навчався у Києво-Могилянській академії на Гетьманщині.

### Еміграція до Московії
1706 р. — митрополит РПЦ МП Стефан (Яворський) викликав його до Московії, призначив учителем Слов'яно-греко-латинської академії у Москві.
1707 р. — прийняв чернечий постриг.
1709 р. — рукопокладений в ієромонаха.
1714 р. — Петро I особисто перевів його до Олександро-Невської лаври у Санкт-Петербурзі.
1718 р. — обер-ієромонах Російського імператорського флоту. Монах Гавриїл був фанатичним прихильником Петра І, у своїх проповідях затято прославляв його.
1720 р. — став префектом Слов'яно-греко-латинської академії. У тому ж році зробив переклад «Лютеранського хронографа», яка викликала жваву релігійну дискусію. 1749 ця книжка була заборонена указом цариці Єлизавети — дружини Олексія Розумовського.
22 січня 1721 р. — зведений в сан архімандрита Іпатіївського монастиря.
25 грудня 1721 р. — радник Синоду і протектор шкіл та друкарень.
20 березня 1722 р. — став настоятелем Троїце-Сергієвої лаври.

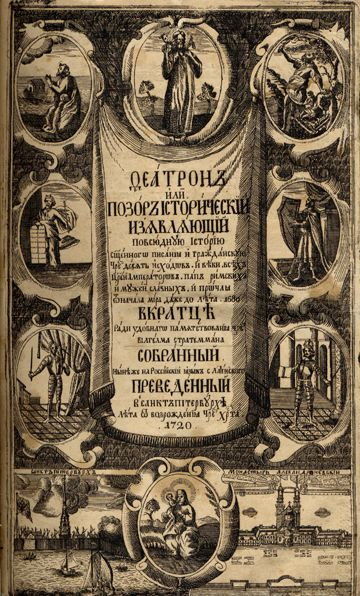
«Феатрон, чи Ганьба історична» (переклад Гавриїла Бужинського, 1724)

Після смерті Петра І в Синоді вплив здобув архієпископ Ростовський Георгій Дашков, що був противником Феофана Прокоповича. Це призвело до послаблення впливу духовенства, яке підтримувало політику царя Петра, і Гавриїл був переведений єпископом у м. Рязані.
Племінником Гавриїла Бужанського був український науковець, лексикограф та перекладач Киріяк Кондратович.

### Архієрей
30 жовтня 1726 р. — хіротонія на єпископа Рязанського, яка обіймала території фіно-угорських народів Поволжа.
На рязанській катедрі займався просвітництвом, відновив слов'яно-греко-латинську школу. Через два роки в ній вже навчалося 339 учнів. Його діяльність не сприйняло місцеве духовенство. Через донос було почато слідство. Гавриїла викликали до Москви, де він прожив два роки у найманому будинку. У 1730 р. слідство було завершене, доказів проти Гавриїла не було знайдено.
Січень 1731 р. — Синод висунув його кандидатом у архієреї на Київську митрополичу катедру, а згодом Ростовську у Мерянії. Але його стан здоров'я погіршився. 27 квітня він помер і похований у Заіконоспаському монастирі в Москві.

## Переклади
- переклад Еразма Ротердамського;
- Самуеля Пуфендорфа («Введення до історії Європейської»)
- Вільгельма Стратемана («Феатрон, чи Ганьба історична»).

Ним написаний короткий катехізис «Послідування сповіді» (1724). Церковний історик Філарет (Дроздов) приписує йому написання за замовленням Петра І книжки «Юности честное зерцало», правила світської моралі.